# Zemljopis Europe
Europa je jedan od sedam kontinenata i zajedno s Azijom i Afrikom spada u kontinente starog svijeta. Iako je relativno malen kontinent, površine slične SAD-u, imao je ključnu ulogu stvaranju današnjih civilizacija. Naziv Europi dali su stari Asirci koji su živjeli na području današnjeg Iraka. Oni su smatrali da je njihova država središte svijeta pa su krajeve zapadno nazvali Ereb, a istočno Asu. Kasnije su te nazive preuzeli Feničani i stari Grci, a onda i drugi narodi Staroga svijeta. Smatra se da je od naziva Ereb potekao kasniji "Europa".
Europu se ponekad smatra poluotokom Azije koji tako s Azijom tvori cjelinu nazvanu Euroazija. Međutim, češće se drži samostalnim kontinentom, ponajprije zbog drugačije kulture, povijesnog razvitka, različitog sastava stanovništva i dr. Europa ima površinu od oko 10,4 milijuna km² i oko 700 milijuna stanovnika.